# Percy Spencer
Percy Lebaron Spencer (ur. 9 lipca 1894 w Howland, zm. 8 września 1970 w Newton) – amerykański inżynier i wynalazca, który zasłynął jako wynalazca mikrofalówki. Percy Spencer był wynalazcą który nie skończył nawet szkoły podstawowej.
Jego ojciec zmarł, gdy Spencer miał trzy lata, a matka opuściła go jakiś czas później. Mieszkał u ciotki. W wieku 12 lat zaczął pracować w przędzalni jako praktykant maszynisty.
W 1912 r. wstąpił do US Navy i został radiotelegrafistą. Pracował w Nebenbei przy Wireless Specialty Apparatus, u jednego z wiodących producentów odbiorników w USA. Pracował tam także, gdy opuścił marynarkę w 1918 r. Nabył tam teoretyczne i praktyczne umiejętności. Pracował od 1925 w Raytheon, była to wówczas mała firma, która produkowała lampy elektronowe stosowane m.in. we wzmacniaczach radiowych. Spencer został kierownikiem laboratorium badawczego firmy Raytheon z siedzibą w pobliżu MIT, z którą miał liczne kontakty.
W 1941 r. w Raytheon zaczęto produkować magnetrony, będące częściami radaru i służące do generowania mikrofal. Kiedy pracujący tam Spencer rozwinął system produkcji magnetronu, produkcja wzrosła z 17 do 2600 sztuk dziennie. Za jego pracę US Navy przyznała mu Distinguished Public Service Award.
W 1945 przez przypadek zaobserwował rozgrzewanie się substancji pod wpływem mikrofal. W 1947 r. firma Raytheon oferowała pierwszą mikrofalówkę o nazwie Radarange, która miała wysokość 1,5 m, ważyła 300 kg i kosztowała 5 tys. USD (ok. 60,8 tys. USD w 2021).
W swojej karierze opatentował 300 wynalazków. Spencer miał żonę i troje dzieci.